# Окіцу-Мару
Окіцу-Мару (Okitsu Maru) — судно, яке під час Другої світової війни взяло участь у операціях японських збройних сил на Філіппінах, у Індонезії, в архіпелазі Бісмарка, на Соломонових та Маршаллових островах. Також відоме як Окіту-Мару (Okitu Maru)

## Передвоєнна історія
Окіцу-Мару спорудили в 1939 році на верфі Harima Shipbuilding and Engineering у Айой на замовлення компанії Nippon Yusen Kaisha.
У 1941-му судно реквізували для потреб Імперського флоту Японії.
Відомо, що під час операції в Нідерландській Ост-Індії воно перевозило пальне для авіаційних підрозділів, при цьому в частині присвячених тихоокеанським кампаніям джерел судно рахується як авіатранспорт або навіть переобладнаний гідроавіаносець.

## Рейс на Філіппіни
У середині грудня 1941-го Окіцу-Мару перебувало в Такао (наразі Гаосюн на Тайвані). 20 грудня воно вийшло звідси та невдовзі прибуло до порту Давао на південному узбережжі філіппінського острова Мінданао (захоплений японським десантом ще 19 грудня). 29 грудня судно полишило Давао та пройшло назад до Такао, куди прибуло 4 січня 1942-го.

## Участь в операції у Нідерландській Ост-Індії
10 січня 1942-го судно вирушило з Такао в більш тривалий похід. Відомо, що наприкінці січня воно здійснило доставку авіаційного пального для аеродрому в Балікпапані (північно-східне завершення острова Борнео), розміщені на якому японські літаки відчували нестачу запасів після потоплення двох інших транспортів.
Наступного місяця Окіцу-Мару доставляв десант на острів Балі. 20 лютого разом зі ще 4 суднами воно вийшло з Балікпапану та 22 лютого прибуло до Макассару (південно-західне узбережжя острова Целебес). Наступної доби цей загін продовжив рух на південь, а 24 лютого його виявив американський підводний човен USS Seal. Останньому вдалося поцілити Окіцу-Мару однією торпедою, яка, втім, не здетонувала. Того ж дня судно досягнуло Балі.
8—11 березня 1942-го судно перейшло з Балі до Купангу на острові Тимор, 20—23 березня пройшло звідси до Макассару, а 9 квітня повернулось до Такао.

## Рейс до Індонезії та Філіппін
16 квітня 1942-го Окіцу-Мару вирушило з Такао у третій рейс, під час якого перебувало в Кендарі на південно-східному завершенні Целебесу (21 квітня — 5 травня), Давао (14—27 травня), Себу на однойменному острові в центральній частині Філіппінського архіпелагу (30 травня — 7 червня), а 11 червня повернулось до Такао.
18 червня 1942-го Окіцу-Мару полишило Такао, зайшло на короткий час до Мако (база японського ВМФ на Пескадорських островах у південній частині Тайванської протоки), після чого рушило на північ і 24 червня досягнуло японського порту Моджі. З 4 по 11 липня воно проходило перший етап ремонту в Осаці, далі зайшло до Куре для встановлення оборонного озброєння та додаткового обладнання, а 8 серпня перейшло до Сасебо для проведення завершального етапу ремонтних робіт.

## Рейс на Соломонові острови
20 серпня 1942-го Окіцу-Мару вирушило у свій перший рейс після ремонту з Сасебо до китайського Шанхаю. На той момент на Соломонових островах уже почалась важка семимісячна битва за Гуадалканал і японське командування спрямовувало підкріплення в цей регіон. Окіцу-Мару повернулось до Сасебо, звідки вирушило на Трук (центральні Каролінські острови), де ще до війни створили потужну базу японського ВМФ, з якої до лютого 1944-го провадились операції в цілому ряді архіпелагів. 20 вересня за сотню кілометрів на захід від пункту призначення судно атакував американський підводний човен USS Wahoo. Останній поцілив Окіцу-Мару однією торпедою, яка, втім, не здетонувала. 21 вересня судно прибуло на Трук.
22 вересня 1942-го Окіцу-Мару вирушило з Труку на Соломонові острови до якірної стоянки Шортленд – прикритої групою невеликих островів Шортленд акваторії біля південного завершення острова Бугенвіль, де зазвичай відстоювались бойові кораблі та перевалювались вантажі для подальшої відправки на схід Соломонових островів. Ще до кінця вересня Окіцу-Мару прибуло до Бугенвілю та перебувало тут до 6 жовтня, після чого вирушило назад на Трук.

## Рейси до Маршаллових островів
Відомо, що 15 листопада 1942-го Окіцу-Мару вийшло з Труку у складі конвою, який через кілька діб прибув на атол Кваджелейн (Маршаллові острови).
Станом на середину квітня 1943-го судно перебувало в Японії, звідки 15—24 квітня разом з конвоєм здійснило перехід до Труку.
11—16 травня 1943-го Окіцу-Мару перейшло в конвої № 5113 на Кваджелейн, після чого пройшло на атол Джалуїт. 23 травня воно почало буксирування флотського танкера Іро (Iro), пошкодженого двома місяцями раніше внаслідок атаки підводного човна. На переході ескорт забезпечували есмінець «Оіте» та мисливець за підводними човнами CH-31. 30 травня — 1 червня загін зупинявся на Сайпані (Маріанські острови), після чого рушив далі до Японії. 10 червня на підході до пункту призначення Іро дістав ще два влучання торпедами з підводного човна USS Tinosa, проте Окіцу-Мару довело його 12 червня до Куре. Загальна дистанція буксирування становила 4600 миль.

## Походи до Рабаулу
2 липня 1943-го Окіцу-Мару вирушило з Йокосуки на Каролінські острови, а 24 липня — 1 серпня у складі конвою № 4724 здійснило зворотній перехід з Труку до Йокосуки.
21—30 серпня Окіцу-Мару вчергове пройшло з Йокосуки на Трук у конвої № 3821A. Цього разу воно рушило далі на південь та 14—19 вересня у складі конвою № 1143 здійснило перехід до Рабаулу — головної передової бази японців у архіпелазі Бісмарка, з якої провадились операції на Соломонових островах та сході Нової Гвінеї. 27 вересня — 2 жовтня судно повернулось на Трук разом з конвоєм № 2274.
Під час стоянки на Труці з 4 по 6 жовтня Окіцу-Мару пройшло певний ремонт за допомогою ремонтного судна Хаккай-Мару, а 9 жовтня 1943-го почався новий рейс у Рабаул. Туди Окіцу-Мару прямувало в конвої № 1092, який досяг пункту призначення 13 жовтня, а зворотний рейс на Трук відбувся з конвоєм № 2252, проходження якого припало на 25—29 жовтня.

## Останні рейси
Є дані, що на початку листопада 1943-го Окіцу-Мару перебувало на Сайпані, звідки 10—14 листопада пройшло в конвої на Трук. При цьому 14 листопада конвой був невдало атакований підводним човном USS Apogon.
3—4 січня 1944-го Окіцу-Мару пройшло з Труку до островів Мортлок (Намої, дещо більш ніж за дві сотні кілометрів на південний схід від Труку), звідки 13—14 січня здійснило зворотний рейс на Трук.
24 січня 1944-го Окіцу-Мару, яке мало на борту шість сотень військовослужбовців будівельного загону та цивільних осіб, вирушило у складі конвою на атол Еніветок (крайній північний захід Маршаллових островів). 26 січня, коли конвой проходив за дві з половиною сотні кілометрів північніше від острова Понапе, він був атакований підводним човном USS Skipjack, який уразив Окіцу-Мару торпедою. Судно затонуло, при цьому загинуло 176 пасажирів та членів екіпажу.